# Xoridesopus kamathi
Xoridesopus kamathi là một loài tò vò trong họ Ichneumonidae.